# محطة مترو ايفانجليسموس
تقع محطة ايفانجليسموس على جادة ملك صوفيا (Vasilissis Sofias Avenue). تقع في منطقة ايفانجليسموس (Evangelismos, Athens)، بالقرب من مستشفى ايفانجليسموس (Evangelismos Hospital)، والمعرض الوطني لأثينا (National Gallery (Athens))، ومتحف الحرب في أثينا (Athens War Museum)، والمتحف البيزنطي والمسيحي (Byzantine and Christian Museum)، وهيلتون أثينا (Hilton Athens). تخدم المحطة كلا من أحياء كولوناكي (Kolonaki) و بانجراتى (Pangrati) المشهورة بمحاورها الثقافية ومراكز التسوق والمقاهي. علاوة على ذلك، تقع العديد من السفارات والشركات على مقربة. افتتحت هذه المحطة في عام 2000.

## روابط خارجية
- ATHENS METRO - EVANGELISMOS METRO STATION